# Мурсагулов, Исмаил Гасан оглы
Исмаил Гасан оглы Мурсагулов (азерб. İsmayıl Həsən oğlu Mursaqulov; 13 ноября 1939, Кизил-Аджло, Марнеульский муниципалитет — 3 февраля 1990, Баку) — учёный-химик, профессор, погиб в ходе событий Чёрного января.

## Биография
Родился 13 ноября 1939 года в селе Кизилгаджилы Марнеульского муниципалитета Грузии. В 1947 году поступил в первый класс Марнеульской средней школы, которую в 1958 году окончил с золотой медалью. В том же году был принят на химический факультет Азербайджанского государственного университета, который окончил с отличием в 1963 году. После окончания университета его распределили во Всесоюзный научно-исследовательский институт олефинов, где он несколько месяцев проработал лаборантом. В конце 1963 года он поступил в аспирантуру Института общей химии АН СССР (Москва), которую окончил в 1966 году. В начале 1967 года защитил кандидатскую диссертацию на Учёном совете этого института. В 1966—1967 годах работал младшим научным сотрудником в институте нефтехимических процессов, а в 1967-74 годах работал там старшим научным сотрудником.
Был одним из наиболее потенциальных и перспективных заведующих кафедрой Сумгаитского института полимерных материалов. В 1984 году защитил докторскую диссертацию на тему «Конформационный анализ 1,2,3-тризамещенных циклогексанов и проблема взаимного взаимодействия в динамической стереохимии» в Специализированном ученом совете МГУ имени М. В. Ломоносова. В 1987 году ему присвоено звание профессора.
Исмаил Мурсагулов был выдающимся ученым в области пространственной химии и конформационного анализа органических соединений. Он впервые систематически изучил конформационные свойства логически выделенных рядов 1,2,3-тризамещенных циклогексанов, содержащих различные геминальные фрагменты и вицинальные заместители. Его оценивали как величину взаимного влияния в изучаемых системах. Установлено, что принцип аддитивности по конформационным энергиям не сохраняется при переходе от моно- и 1,2-дизамещенных циклогексанов к 1,1,2-тризамещенным аналогам. При изучении конформации 1,1,2-тризамещенных циклогексанов методами инфракрасного излучения, ядерного магнитного резонанса и молекулярной механики выявлен ряд характерных внутримолекулярных взаимодействий. 1,4 от взаимодействия 1,4-сульфидов, 2-моно- и 2,3-дизамещенных 1,4-дитиенов, а также моно- и дитиолов с альфа-галогенкетонами, сохраняющими ненасыщенную связь в 1,3- положение, которое может быть им практически достигнуто. Разработаны методы синтеза оксатиенов. Он также изучал космическую химию бициклических продуктов, а также изопреноидов, полученных в реакциях цианнорборнирования различных замещенных фенолов и тиофенолов. Известен как автор более 130 научных работ по космической химии, в том числе 15 изобретений. Плодотворно сотрудничал с известными учеными-химиками бывшего СССР и мира. Под его руководством защищено 12 кандидатских диссертаций.

## Гибель
24 января 1990 года, во время кровавых январских событий, направляясь на работу из Баку в Сумгаит со своими сослуживцами (Светланой Мамедовой и Ибрагимом Ибрагимовым), был тяжело ранен в результате действий советской армии и скончался 3 февраля.
Кинорежиссёр Станислав Говорухин по поводу ввода войск в Баку в 7-м номере еженедельника «Московские новости» от 18 февраля 1990 года в статье «Репетиция?» писал:

В ночь с 19-го на 20-е в город всё-таки вошли войска. Но Советская Армия вошла в советский город… как армия оккупантов: под покровом ночи, на танках и бронемашинах, расчищая себе путь огнём и мечом. По данным военного коменданта, расход боеприпасов в эту ночь — 60 тысяч патронов. На сумгаитской дороге стояла на обочине, пропуская танковую колонну, легковая машина, в ней — трое учёных из Академии наук, трое профессоров, одна из них — женщина. Вдруг танк выехал из колонны, скрежеща гусеницами по металлу, переехал машину, раздавив всех пассажиров. Колонна не остановилась — ушла громить «врага, засевшего в городе».

Похоронен на Аллее Шехидов.